# Hey Spinner!
Hey Spinner! es el segundo álbum de estudio de la banda neozelandésa Able Tasmans. Fue lanzado en 1990 por Flying Nun Records.

## Recepción
Trouser Press llamó al álbum "uno de los trabajos más finos que alguna vez han emergido de Nueva Zelanda." Marc Horton, de Perfect Sound Forever, escribió que "combina pop orquestal con bases pastorales al estilo Fairport y solo lo justo de Dunedin Jangle para pasar a través de aduanas sin problemas."

## Lista de canciones[7]
1. "Dileen"
2. "Angry Martyr"
3. "Hold Me I"
4. "Michael Fay"
5. "Hold Me II"
6. "Wednesday (she's coming round)"
7. "Patience"
8. "The theory of continual disappointment"
9. "Grey Lynn"
10. "Hey, Spinner!"
11. "Amelia"